# Doorway page
Doorway page — strona internetowa utworzona dla podbicia pozycji w rankingu w wyszukiwarkach internetowych za pomocą pewnych popularnych fraz, jednak przekierowująca do innego miejsca.
Inne używane nazwy tego typu stron to: bridge pages, portal pages, zebra pages, jump pages, gateway pages, entry pages itd.
Kliknięcie na adresie takiej strony, znalezionej w wyszukiwarce, zazwyczaj automatycznie przekierowuje za pomocą polecenia META Refresh do innej strony. Ponieważ niektóre wyszukiwarki "karnie" wykluczają stronę z indeksu za stosowanie META Refresh, autor takiej strony może zrezygnować z tego mechanizmu, wstawiając jedynie odsyłacz zachęcający do przejścia do innego miejsca.